# Adam Michnik
Adam Michnik (født 17. oktober 1946 i Warszawa) er chefredaktør for det polske dagblad Gazeta Wyborcza, historiker, essayist, politisk skribent og samfundsdebattør. Han var en af de ledende organisatører af den illegale, demokratiske opposition i Polen i perioden 1968–1989. Modtager af mange udmærkelser, er bl.a. ridder af den franske æreslegion.

## Uddannelse og aktivisme
I grundskolen var Michnik aktivt medlem af den Polske Spejderforenings Walterowski-division, ledet af Jacek Kuroń. I sin gymnasietid, efter nedlæggelsen af spejderdivisionen i 1961, begyndte han at deltage i det Skæve Hjuls Klub. Da det blev nedlagt i 1962 grundlagde han sammen med sine kammerater, efter opfordring fra Jan Józef Lipski og under Adam Schaffs protektion, Klubben for de Uoverensstemmelsessøgende. Skuffede over den Polske Folkerepubliks virkelighed diskuterede de unge mennesker her måder at forbedre den og læste og analyserede venstreorienterede tænkeres tekster.